# أنا وبناتي
انا وبناتي (بالتركية: Göç Zamanı)‏ أو وقت الهجرة هو مسلسل درامي تركي بدأ عرضه على ستار تيفي في 30 يناير 2016، بطولة كل من وحيدة برجين وطلعت بولوت.

## القصة
يحكي مسلسل أنا وبناتي قصة نضال أم من أجل حماية أطفالها الصغار الذين هربوا من الإظطهاد ليواجهوا الكثير من المعانات وجميع أنواع الصعاب.

## الشخصيات
- سينيت (وحيدة برجين)
- يلمز (طلعت بولوت)
- هانيم (تيلب ساران)
- ارتيم (إنجين بينلي)
- زمرد (كانسو توسون)
- سيفجي (أرزو جامزي)
- كراز (إليف سيرين باليتشي)
- يمين (غوركان غونال)
- دينير (بيرتان أسلاني)
- غونيس (بيرا إسر تليكيسي)
- مختار (محمد سيبيتش)

## البث
| الدولة | القناة    | تاريخ العرض   | العنوان    |
| ------ | --------- | ------------- | ---------- |
| تركيا  | ستار تيفي | 30 يناير 2016 | Göç Zamanı |
| المغرب | دوزيم     | 23 ماي 2017   | أنا وبناتي |